# Seznam dílů seriálu Shooter
Toto je seznam dílů seriálu Shooter. Americký dramatický televizní seriál Shooter měl premiéru 15. listopadu 2016 na stanici USA Network.

## Přehled řad
| Řada | Díly | Premiéra v USA     | Premiéra v USA |
| Řada | Díly | První díl          | Poslední díl   |
| ---- | ---- | ------------------ | -------------- |
| 1    | 10   | 15. listopadu 2016 | 17. ledna 2017 |
| 2    | 8    | 18. července 2017  | 5. září 2017   |
| 3    | 13   | 21. června 2018    | 13. září 2018  |

## Seznam dílů

### První řada (2016–2017)
| Č. v seriálu | Č. v řadě | Původní název       | Režie              | Scénář                                                   | Premiéra v USA     |
| ------------ | --------- | ------------------- | ------------------ | -------------------------------------------------------- | ------------------ |
| 1            | 1         | Point of Impact     | Simon Cellan Jones | námět: John Hlavin scénář: John Hlavin a Jonathan Lemkin | 15. listopadu 2016 |
| 2            | 2         | Exfil               | Simon Cellan Jones | John Hlavin                                              | 22. listopadu 2016 |
| 3            | 3         | Musa Qala           | Roxann Dawson      | Adam E. Fierro                                           | 29. listopadu 2016 |
| 4            | 4         | Overwatch           | Simon Cellan Jones | T.J. Brady a Rasheed Newson                              | 6. prosince 2016   |
| 5            | 5         | Recon by Fire       | Adam Davidson      | Dara Resnik                                              | 13. prosince 2016  |
| 6            | 6         | Killing Zone        | Simon Cellan Jones | Matt Bosack                                              | 20. prosince 2016  |
| 7            | 7         | Danger Close        | Christoph Schrewe  | Tim Talbott                                              | 27. prosince 2016  |
| 8            | 8         | Red on Red          | Kevin Bray         | Matthew Newman                                           | 3. ledna 2017      |
| 9            | 9         | Ballistic Advantage | Christoph Schrewe  | T.J. Brady a Rasheed Newson                              | 10. ledna 2017     |
| 10           | 10        | Primer Contact      | Simon Cellan Jones | John Hlavin                                              | 17. ledna 2017     |

### Druhá řada (2017)
| Č. v seriálu | Č. v řadě | Původní název              | Režie          | Scénář                         | Premiéra v USA    |
| ------------ | --------- | -------------------------- | -------------- | ------------------------------ | ----------------- |
| 11           | 1         | The Hunting Party          | Yuval Adler    | John Hlavin                    | 18. července 2017 |
| 12           | 2         | Remember the Alamo         | Yuval Adler    | Will Staples                   | 25. července 2017 |
| 13           | 3         | Don't Mess With Texas      | Jaime Reynoso  | T.J. Brady a Rasheed Newson    | 1. srpna 2017     |
| 14           | 4         | The Dark End of the Street | David Straiton | Kate Barnow                    | 8. srpna 2017     |
| 15           | 5         | The Man Called Noon        | Lukas Ettlin   | Jennifer Cacicio a John Hlavin | 15. srpna 2017    |
| 16           | 6         | Across the Rio Grande      | David Straiton | Matthew Newman                 | 22. srpna 2017    |
| 17           | 7         | Someplace Like Bolivia     | Chloe Domont   | John Hlavin                    | 29. srpna 2017    |
| 18           | 8         | That'll Be the Day         | Jaime Reynoso  | Scott Gold                     | 5. září 2017      |

### Třetí řada (2018)
| Č. v seriálu | Č. v řadě | Původní název             | Režie               | Scénář                                       | Premiéra v USA    |
| ------------ | --------- | ------------------------- | ------------------- | -------------------------------------------- | ----------------- |
| 19           | 1         | Backroads                 | Jaime Reynoso       | T.J. Brady a Rasheed Newson                  | 21. června 2018   |
| 20           | 2         | Red Meat                  | David Straiton      | John Hlavin                                  | 28. června 2018   |
| 21           | 3         | Sins of the Father        | Amanda Marsalis     | Amanda Segel                                 | 5. července 2018  |
| 22           | 4         | The Importance of Service | Christopher Schrewe | Jennifer Cacicio                             | 12. července 2018 |
| 23           | 5         | A Call to Arms            | David Straiton      | Matt Bosack                                  | 19. července 2018 |
| 24           | 6         | Lines Crossed             | Jessica Lowrey      | T.J. Brady a Rasheed Newson                  | 26. července 2018 |
| 25           | 7         | Swing Vote                | Christoph Schrewe   | Scott Gold a Tim Walsh                       | 2. srpna 2018     |
| 26           | 8         | The Red Badge             | Chloe Domont        | John Hlavin                                  | 9. srpna 2018     |
| 27           | 9         | Alpha Dog                 | Hanelle Culpepper   | Amanda Segel                                 | 16. srpna 2018    |
| 28           | 10        | Orientation Day           | David Straiton      | Jennifer Cacicio a esta Tedros Reff          | 23. srpna 2018    |
| 29           | 11        | Family Fire               | Ami Canaan Mann     | Eric Anderson a Matt Bosack                  | 30. srpna 2018    |
| 30           | 12        | Patron Saint              | Millicent Shelton   | David Daitch, Katie Johnson a Matthew Newman | 6. září 2018      |
| 31           | 13        | Red Light                 | David Straiton      | John Hlavin                                  | 13. září 2018     |